# フリ丸
フリ丸（フリまる）は、Jリーグ・横浜FCのマスコットキャラクターである。

## 概要
日本プロサッカーチームJリーグ横浜FCのマスコットキャラクター。2009年にクラブ創設10年を記念して登場した全てが神秘的！？な不死鳥の使者である宇宙人。背番号は99。 

楕円形の頭の両側に突起があり、先端が球体状になっている。カモメのような大きな目とくちばしが特徴。両手首には水色のリボン を巻き付けている。
チーム1の癒し枠であり、基本的にテンションが高くサポーターからはよく｢落ち着け｣とツッコまれている。 
選手紹介の時は手持ちの旗をぶんぶん振り回しながら選手にエールを送る。 
カメラを向けると即座にファンサをし、子供に対しては目線を合わせるなど、地道な努力とそのキャラクター性からチーム内外問わずファンを集めつつある。

## 他マスコットとの交流
- 2015年のJ2所属4クラブによる合同企画「首都圏バトル4～じゃない4の逆襲～」では、勝負の一環として大宮アルディージャのアルディとミーヤ、ジェフユナイテッド市原・千葉のジェフィとユニティとみなちゃん、東京ヴェルディのヴェルディくんとミニゲームバトルを行った[2]。